# 長谷川町蔵
長谷川 町蔵（はせがわ まちぞう 1968年 - ）は、日本の著述家。執筆分野は映画および音楽。ペンネームは長谷川町子と町田町藏に由来。

## 経歴
東京都町田市生まれ。横浜のプレップスクールを経て、都内の私立大学を卒業。1996年に個人サイト「everything cool」を開始。1990年代末から商業媒体への執筆を始め、『映画秘宝』、『CROSSBEAT』、『KING』などに2006年段階で、コラムを連載していた。現在自身のnoteにて『蝦名芳弘を探して』を連載しているがなにか事情があるのか連載がほぼストップ状態になっている。

## 著作

### 単著
- 『聴くシネマ×観るロック』シンコーミュージック・エンタテイメント、2012年
- 『21世紀アメリカの喜劇人』スペースシャワーブックス、2013年
- 『あたしたちの未来はきっと』タバブックス《ウィッチンケア文庫》、2017年

### 共著
- 『ハイスクールU.S.A. : アメリカ学園映画のすべて』（山崎まどかとの共著）国書刊行会、2006年
- 『文化系のためのヒップホップ入門』（大和田俊之との共著）アルテスパブリッシング《いりぐちアルテス:002》、2011年
- 『ヤング・アダルトU.S.A. = YOUNG ADULT U.S.A. : ポップカルチャーが描く「アメリカの思春期」』（山崎まどかとの共著）DU BOOKS、2015年
- 『文化系のためのヒップホップ入門2』（大和田俊之との共著）アルテスパブリッシング《いりぐちアルテス:009》、2018年

### 監修
- 『ハリウッド男子:次世代スター名鑑男優編 : 保存版』（山崎まどかとの共監修）スペースシャワーネットワークハリウッド男子編集部《ぴあMOOK》、2016年
- モビーン・アザール（訳：五十嵐涼子）『プリンス1958-2016』（日本語版監修を担当）スペースシャワーネットワーク《SPACE SHOWER BOOKS》、2016年
- 『ハリウッド女子:次世代スター名鑑女優編:保存版』（山崎まどかとの共監修）スペースシャワーネットワークハリウッド女子編集部《ぴあMOOK》、2016年